# Helios Klinikum Salzgitter
Das Helios Klinikum Salzgitter in Niedersachsen ist eine Einrichtung der gleichnamigen GmbH und sichert die medizinische Grundversorgung vor allem für die Bevölkerung der Region Salzgitter. Es steht im Stadtteil Lebenstedt an der Kattowitzer Straße.

## Geschichte
Im Jahr 1942 wurde die Stadt Salzgitter gegründet. Am Ende des Zweiten Weltkriegs gab es dort zehn kleine Krankenpflegeanstalten. Aus der schon weit vor 1924 existierenden Klinik an der Dutzumer Straße entstand 1951 das Städtische Krankenhaus in Salzgitter.
Am 15. Dezember 1955 fand in Lebenstedt das Richtfest für das neue Städtische Krankenhaus statt, das im Oktober 1957 eingeweiht wurde. Nach mehreren Erweiterungen erfolgte 2001 die Privatisierung des Krankenhauses, das nun den Namen „Klinikum Salzgitter GmbH“ trug und die Stadt Salzgitter als Alleingesellschafterin hatte. Das Krankenhaus wurde 2004 von der Rhön-Klinikum AG und dann 2005 von den Helios Kliniken übernommen.
Neben dem Klinikum fand 2009 das Richtfest für einen Neubau statt, der nach Plänen des Architekten Werner Vogt aus Leipzig entstand. 2010 konnte der Neubau des heutigen Klinikums bezogen werden. Ein Teil des Vorgängerklinikums wurde abgerissen, auf der freigewordenen Fläche entstanden Parkplätze.
Mit 296 Betten gehört das Helios Klinikum Salzgitter zu den mittelgroßen Krankenhäusern. Jährlich werden rund 16.000 Patienten stationär und über 30.000 ambulant von 105 Ärzten und 260 Pflegekräften behandelt (Stand: 31. Oktober 2024).
Die Klinik ist Akademisches Lehrkrankenhaus der Medizinischen Hochschule Hannover.

## Fachabteilungen
Das Helios Klinikum Salzgitter umfasst die nachfolgend aufgeführten medizinischen Fachbereiche und Zentren (Stand: Februar 2025).
- Allgemein-, Viszeral- und Gefäßchirurgie
- Altersmedizin
- Anästhesiologie, Intensivmedizin und Schmerztherapie
- Angiologie
- Beckenbodenzentrum
- DaVinci-Zentrum Südniedersachsen
- Gastroenterologie
- Geburtshilfe
- Gynäkologie
- Interdisziplinäre Notaufnahme
- Kardiologie
- Kinder- und Jugendmedizin
- Krankenhaushygiene
- Prostatakarzinomzentrum
- Robotik-Zentrum
- Traumazentrum
- Unfallchirurgie und Orthopädische Chirurgie
- Urologie
- Weaning-Zentrum
- Wirbelsäulenchirurgie